# Juliette Drouet
Pour les articles homonymes, voir Drouet.
Juliette Drouet, de son vrai nom Julienne Joséphine Gauvain, née le 10 avril 1806 à Fougères et morte le 11 mai 1883, dans le 16e arrondissement de Paris, est une actrice française qui a été la maîtresse de Victor Hugo pendant près de cinquante ans.

## Biographie

### Une enfant de milieu populaire
Juliette Drouet naît le 10 avril 1806 et est baptisée le lendemain à l'église Saint-Sulpice de Fougères. Elle est la benjamine d'une famille de quatre enfants, Renée (1800-1885), Thérèse (1802-1814) et Armand (1803-1876). Sa mère, Marie Marchandet, née vers 1780, est fileuse. Son père, Julien Gauvain, né en 1777 à Saint-Étienne-en-Coglès, est un ancien chouan qui exerce depuis la profession de tailleur. Marié en 1799, le couple avait établi un atelier de couture au pied du château de Fougères,.
Orpheline de mère quelques mois après sa naissance, de père l'année suivante, elle est placée comme son frère et ses deux sœurs en nourrice puis dans un couvent de Fougères, avant d'être élevée par un oncle, René-Henry Drouet, qui s'établit à Paris : elle y suit sa scolarité au pensionnat religieux des chanoinesses de Saint-Augustin à Saint-Mandé de 1816 à 1821.

### Une carrière de comédienne contrariée
Elle devient, vers 1825, la maîtresse du sculpteur James Pradier. Elle a avec lui une enfant, Claire, qu'il reconnaîtra deux ans plus tard.
Sur le conseil de Pradier, elle commence en 1828 une carrière de comédienne au théâtre du Parc de Bruxelles, puis à Paris. Elle prend à cette époque le nom de son oncle. Actrice sans véritable talent, elle est sifflée par le public lors de la première de Marie Tudor le 6 novembre 1833 et voit son jeu éreinté trois jours plus tard par le Courrier des Théâtres. Cependant, elle est d’une beauté émouvante, et séduit bien des hommes, dont le comte Anatole Demidoff avec qui elle découvre un grand train de vie en Italie.
Elle fut également la maîtresse de Scipion Pinel.

### Rencontre avec Victor Hugo

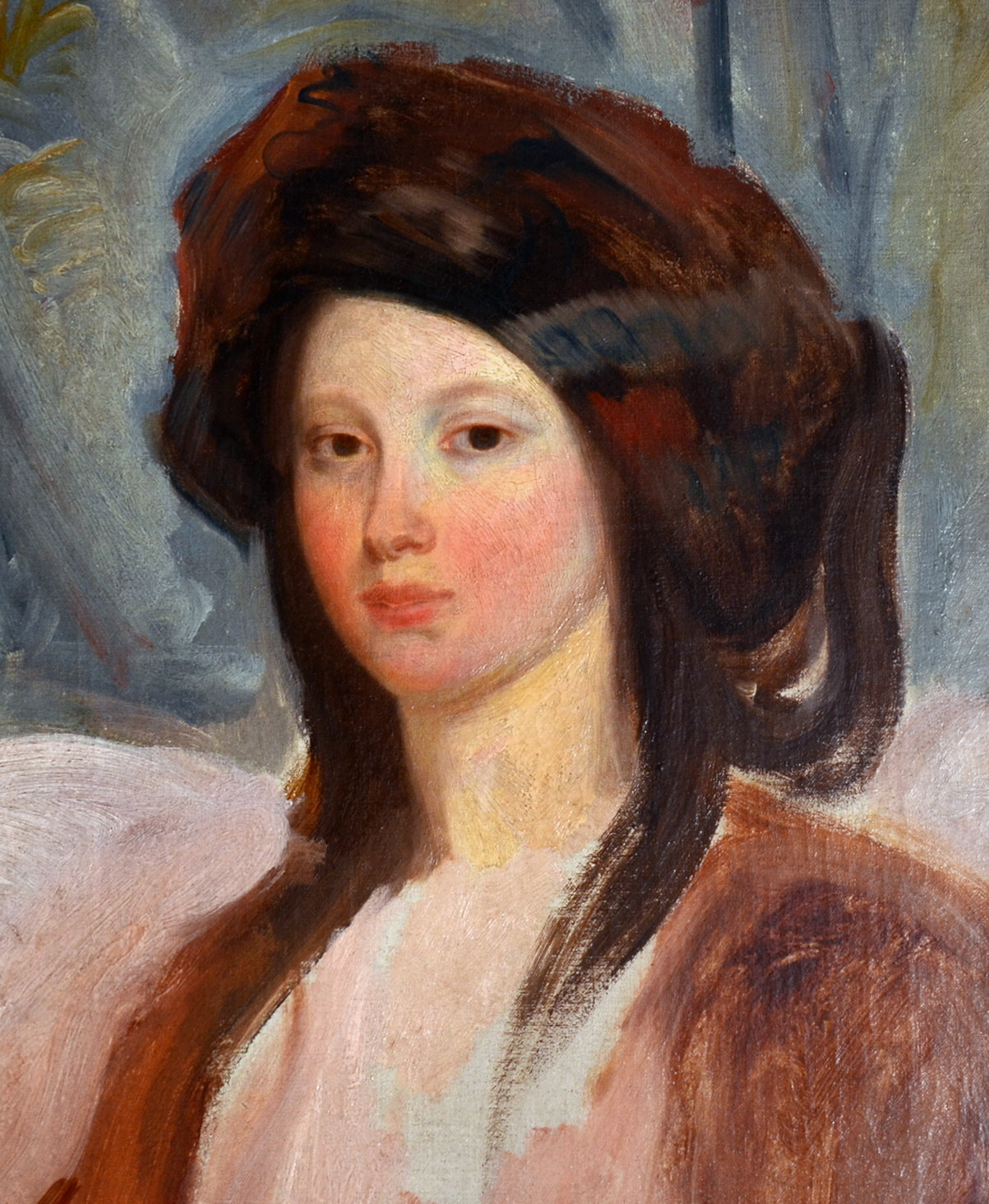
Juliette Drouet dans le rôle de la princesse Negroni.
Portrait peint par Charles-Émile Callande de Champmartin.

En 1833, alors qu'elle faisait une lecture du rôle de la princesse Négroni dans Lucrèce Borgia, Victor Hugo la remarque. En 1838, alors que le rôle de la reine dans Ruy Blas devait être attribué à Juliette, Madame Hugo écrit au directeur du théâtre, Anténor Joly : « Que mon mari, qui porte intérêt à cette dame, l'ait appuyée pour la faire entrer à votre théâtre, rien de mieux. » Mais, explique-t-elle, le talent de Juliette Drouet étant tenu en piètre estime par le public, la pièce risque d'en pâtir : « J'ai quelque espoir que vous trouverez moyen de donner le rôle à une autre personne. » La reine fut jouée par Louise Beaudouin.
Elle abandonne sa carrière théâtrale pour se vouer, en victime consentante de « l'éternel féminin d'imagerie d'Épinal », pour le reste de ses jours à son amant. Il exigera d'elle une vie cloîtrée, monacale, et ses sorties seront faites uniquement en sa compagnie,.
Cependant, leur liaison est affichée et notoire, y compris de l'épouse du poète et de leurs enfants. À la mort de Claire, fille de Juliette, à l'âge de vingt ans, Victor Hugo mène le cortège funèbre avec Pradier, le père de la jeune défunte. Juliette n'a pas la force d'assister aux obsèques.
En 1852, elle accompagne son illustre amant dans son exil à Jersey, et puis en 1855 à Guernesey, mais sans partager son toit. Il lui loue une petite maison à portée de vue.
Malgré cette dévotion, Hugo la trompera, notamment avec Léonie d'Aunet, avec qui il entretiendra une liaison de 1844 à 1851, ou avec l’actrice Alice Ozy en 1847. Il la trompe aussi en avril 1873, avec Blanche, la femme de chambre de Juliette. Celle-ci fugue le 23 septembre. Elle rentre cinq jours plus tard et obtient de Hugo des engagements de fidélité.
Le 25 septembre 1870, pendant le siège de Paris, Victor Hugo s'attend au pire. Aussi laisse-t-il quelques instructions à ses enfants, dont : « Elle m'a sauvé la vie en décembre 1851. Elle a subi pour moi l'exil. Jamais son âme n'a quitté la mienne. Que ceux qui m'ont aimé l'aiment. Que ceux qui m'ont aimé la respectent. Elle est ma veuve. »
Elle lui écrit tout au long de sa vie plus de 22 000 lettres ou de simples mots, qui témoignent d'un réel talent selon Gérard Pouchain qui écrivit sa biographie en 1992. Dans sa dernière lettre, datée du 1er janvier 1883, elle lui écrit : « Je ne sais pas où je serai l'année prochaine à pareille époque, mais je suis heureuse et fière de te signer mon certificat de vie pour celle-ci par ce seul mot : Je t'aime . »

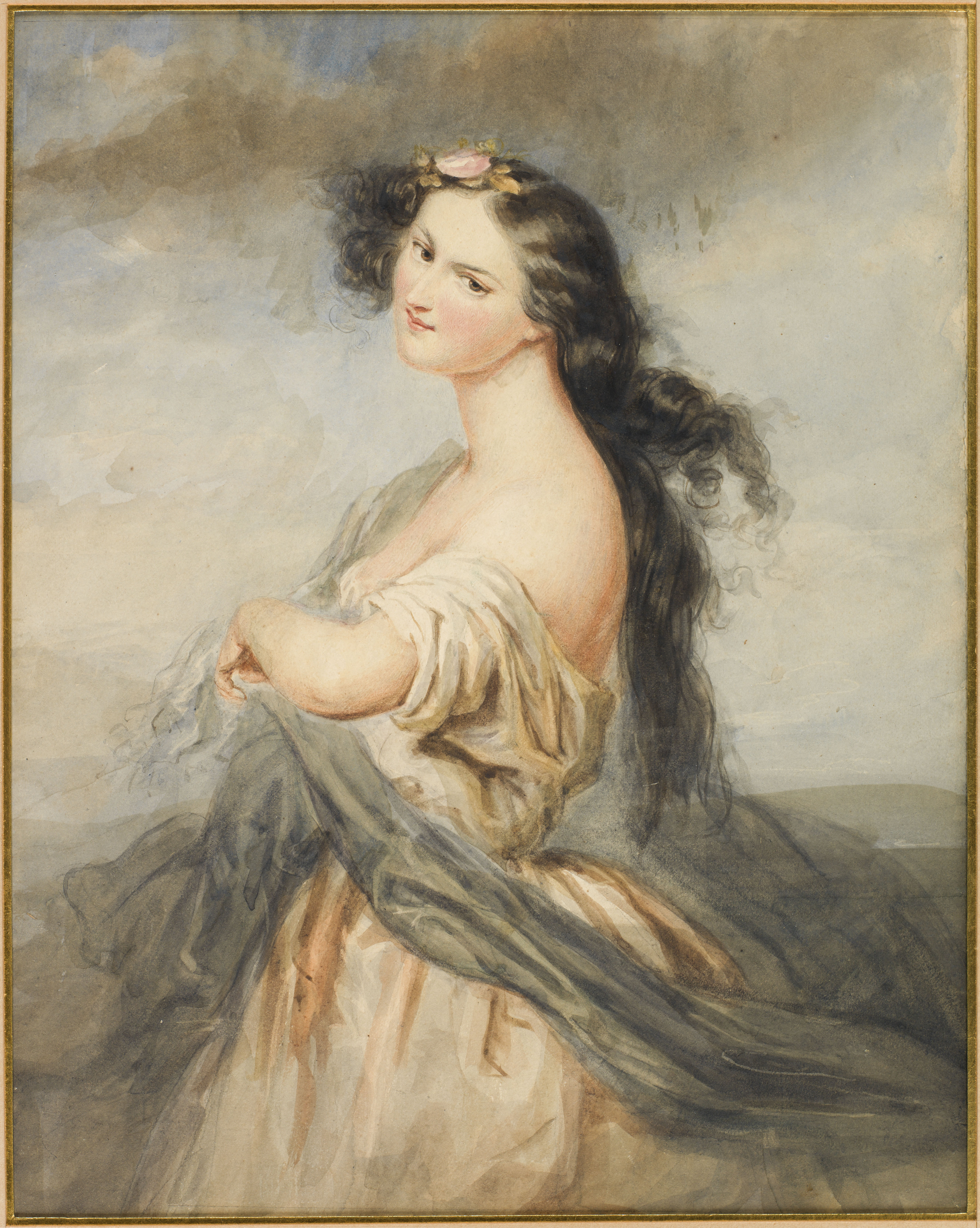
Portrait imaginaire et rétrospectif de Juliette Drouet vers 1835, par André-Charles Voillemot
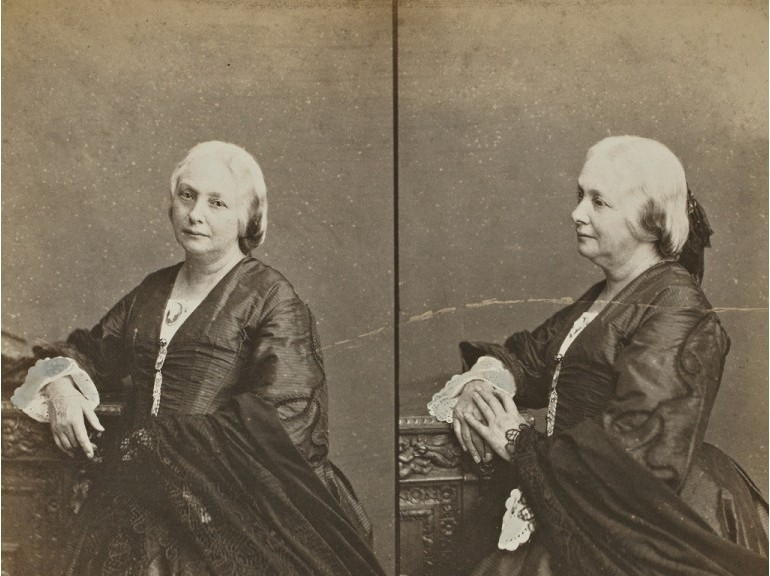
Double portrait de Juliette Drouet par Arsène Garnier, 1868.
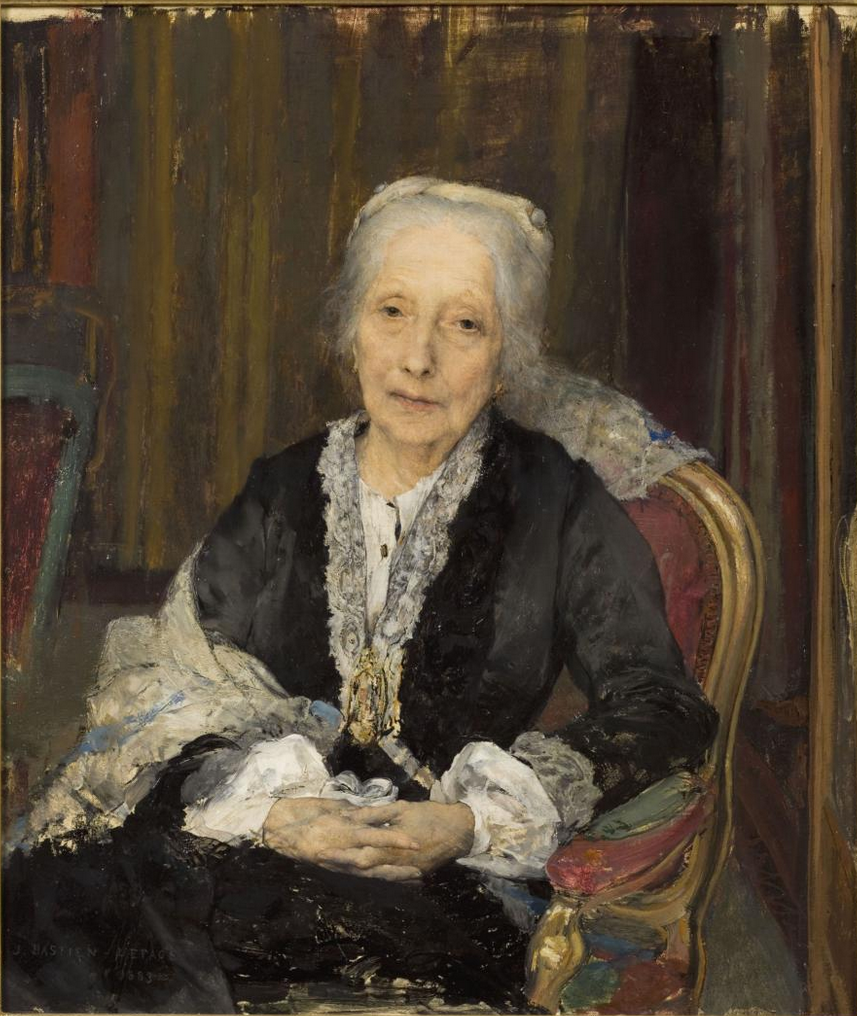
Portrait de Juliette Drouet par Jules Bastien-Lepage, maison de Victor Hugo, 1883.

Elle meurt le 11 mai 1883 dans son habitation au 124 avenue Victor-Hugo (qui porte ce nom depuis 1881, anciennement 130 avenue d'Eylau) à Paris. Elle est inhumée au cimetière Nord de Saint-Mandé près de sa fille Claire. L'entourage de Victor Hugo le dissuade d'assister aux obsèques.

« Quand je ne serai plus qu’une cendre glacée,

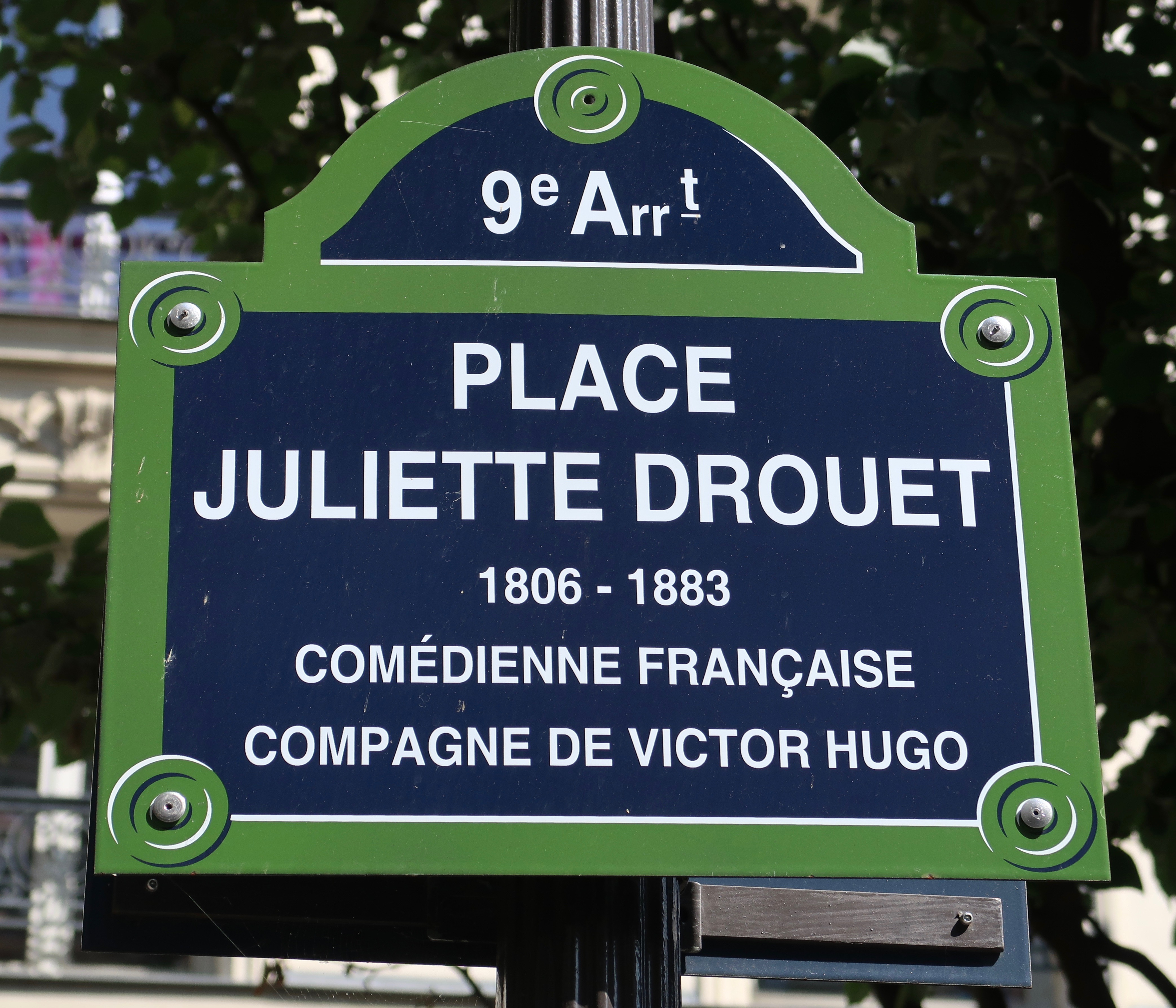
Plaque de la place Juliette-Drouet à Paris.

Quand mes yeux fatigués seront fermés au jour,

Dis-toi, si dans ton cœur ma mémoire est fixée :

Le monde a sa pensée,

Moi, j'avais son amour ! »

— Épitaphe de Juliette Drouet (Dernière Gerbe de Victor Hugo).

## Source primaire
- Juliette Drouet, Souvenirs 1843-1854, édition établie par Gérard Pouchain, éditions des femmes, 2006.

## Iconographie
(liste non exhaustive)
- c.1827 - Portrait de Juliette Drouet par Charles-Émile Callande de Champmartin.
- 1832 - Juliette Drouet, lithographie de Alphonse-Léon Noël
- 1840 ca - Juliette sert de modèle pour la statue de la ville de Strasbourg par James Pradier, place de la Concorde à Paris.
- 1845 - Juliette est représentée nue sur le piédestal du socle du buste d'Augustin Pyrame de Candolle dans le Jardin botanique de Genève, en Suisse[12]